# Missa Papae Marcelli
Missa Papae Marcelli är en mässa komponerad av Giovanni Pierluigi da Palestrina omkring 1562. Mässan är tillägnad Marcellus II som var påve i tre veckor 1555.
Missa Papae Marcelli består av kyrie, gloria, credo, sanctus, benedictus och Agnus Dei. 